# Constituição do Turcomenistão
A Constituição do Turquemenistão, adotada em 18 de maio de 1992, é a lei suprema do Turquemenistão (artigo 5º). Em seu preâmbulo, a Constituição enfatiza a autodeterminação do povo turquemeno, bem como o Estado de direito e os direitos dos cidadãos.
A Constituição de 1992 foi emendada em 1995, 1999, 2003 e 2006. Foi emendado em 26 de setembro de 2008, abolindo o Conselho Popular de 2.500 membros (Halk Maslahaty) e expandindo a Assembleia eleita (Mejlis) de 65 para 125 membros. Uma nova constituição foi adotada em 14 de setembro de 2016. O Dia da Bandeira e da Constituição do Estado é comemorado em 18 de maio.

## Constituição da RSS do Turquemenistão
Havia três constituições da RSS do Turquemenistão, promulgadas em 1927, 1937 e 1978. A última foi substituída pela moderna Constituição do Turquemenistão, que entrou em vigor em 1992. Desde então, foi emendada em 2008 e 2016.

## Visão geral

### Seção 1
A Seção 1 da Constituição de 2008 é composta por 17 artigos (15 artigos da Constituição de 1992). O artigo 1 descreve o Turquemenistão como uma democracia secular e uma república presidencialista. A soberania e a integridade territorial do Estado são invioláveis e indivisíveis. O Artigo 3 proclama os direitos e a dignidade individuais como um valor protegido pelo Estado. O Artigo 8 declara que os residentes estrangeiros e as pessoas sem cidadania gozam dos mesmos direitos que os cidadãos do Turquemenistão, sujeitos às leis existentes e aos acordos internacionais. Entre os direitos especificamente enumerados estão o direito à propriedade (artigo 9) e a liberdade de religião (artigo 12; artigo 11 da Constituição de 1992).
O Artigo 4 endossa a separação de poderes, incluindo independência judicial. O Artigo 14 (13 na Constituição de 1992) estabelece o idioma turquemeno como língua oficial e o artigo 17 (15 na Constituição de 1992) confirma Asgabade como a capital.
Dois novos artigos acrescentados à Constituição de 2008 declaram o compromisso do estado com a economia de mercado, incluindo o incentivo às pequenas e médias empresas (Artigo 10), e especificam a divisão administrativa do país em Welayats (províncias), cidades com o status de welayat, etraps (distritos), cidades com status de etrap, cidades em uma etrap e aldeias de diferentes níveis (Artigo 16, substitui o Artigo 47 da Constituição de 1992).

### Seção 2
A seção 2 descreve os direitos dos indivíduos e cidadãos. Os direitos civis e políticos incluem direitos de igualdade (artigo 19; 1992: 17), igualdade de sexo (artigo 20; 1992: 18), liberdade de punição cruel e incomum (artigo 23; 1992: 21) e liberdade de movimento (artigo 26; 1992: 24). Os direitos sociais e econômicos incluem o direito ao trabalho (artigo 33; 1992: 31), o direito ao descanso (artigo 34; 1992: 32) e o direito à educação (artigo 38; 1992: 35). Outros direitos sociais incluem o direito a cuidados de saúde, o direito a pensão de velhice e o direito a prestações por invalidez (artigos 35, 37; 1992: 33, 34). Um novo artigo acrescentado à Constituição de 2008 (artigo 36) estabelece o direito à qualidade ambiental e atribui ao Estado a responsabilidade de preservar os recursos naturais e proteger o meio ambiente.
O Artigo 21 (1992: 19) declara que o exercício dos direitos e liberdades individuais não deve interferir nos direitos e liberdades de outros indivíduos e pode ser limitado por considerações de moralidade, lei e ordem pública. O Artigo 22 declara que todos têm direito à vida e que a pena de morte foi abolida no Turquemenistão. A Constituição de 1992 permitia a pena de morte, mas apenas para "os crimes mais graves" (artigo 20), e esta disposição foi posteriormente anulada por um decreto presidencial de 1999 que aboliu a pena de morte. Finalmente, a Seção 2 lista algumas obrigações dos cidadãos, incluindo o serviço militar (artigo 41; 1992: 38) e o pagamento de impostos (artigo 42; 1992: 39).

### Seção 3
A seção 3 descreve os órgãos do governo no Turquemenistão. O poder estatal pertence ao Presidente, ao Mejlis (Assembleia), ao Gabinete de Ministros e ao Supremo Tribunal do Turquemenistão (Artigo 48). O Conselho Popular do Turquemenistão (Halk Maslahaty), que figurou com destaque na Constituição de 1992 (Capítulo 2 da Seção 3), foi abolido na Constituição de 2008.
Os artigos 50-58 da Constituição de 2008 (54-61 da Constituição de 1992) descrevem os poderes do Presidente do Turquemenistão. O presidente é o chefe de estado e também o chefe de governo (artigo 50). O presidente é o responsável pela política externa do Turquemenistão e é o comandante-chefe do país (Artigo 53). Além de assinar as leis promulgadas por Mejlis, ele pode emitir decretos presidenciais com poder de lei no Turquemenistão (Artigo 54).